# Mauroa (khu tự quản)
Mauroa là một khu tự quản thuộc bang Falcón, Venezuela. Thủ phủ của khu tự quản Mauroa đóng tại Mene de Mauroa. Khự tự quản Mauroa có diện tích 1904 km2, dân số theo điều tra dân số ngày 21 tháng 10 năm 2001 là 21468 người.